# Кергуды
Кергуды — село в Ичалковском районе Республики Мордовия России. Входит в состав Кемлянского сельского поселения.

## География
Расположено на р. Алатырь, в 5 км от районного центра и 4 км от рзд. Кемля. Название: от м. керьге «деревня» и м. куд, э. кудо «дом».

## История
В писцовых книгах Д. Пушечникова и А. Костяева упоминаются несколько человек, которые жили непостоянно на этом месте и занимались бортничеством. В «Списке населённых мест Нижегородской губернии» (1863) Кергуды — село владельческое из 120 дворов (936 чел.) Лукояновского уезда. В 1930 году был образован колхоз, с 1950 г. — укрупненный «Луч коммуны», с 1996 г. — СХПК «Кергудский». В современной инфраструктуре села — основная школа, Дом культуры, магазин, медпункт, отделение связи, КБО. Кергуды — родина журналиста А. М. Шалаева. Возле села имеются залежи горючего сланца и черепичной глины.

## Население
| 2002 | 2010 |
| ---- | ---- |
| 367  | ↗397 |

Национальный состав
Согласно результатам переписи 2002 года, в национальной структуре населения русские составляли 87 %

## Источник
- Энциклопедия Мордовия, А. А. Ксенофонтова.